# Costus woodsonii
Costus woodsonii är en enhjärtbladig växtart som beskrevs av Paulus Johannes Maria Maas. Costus woodsonii ingår i släktet Costus och familjen Costaceae. Inga underarter finns listade.

## Bildgalleri

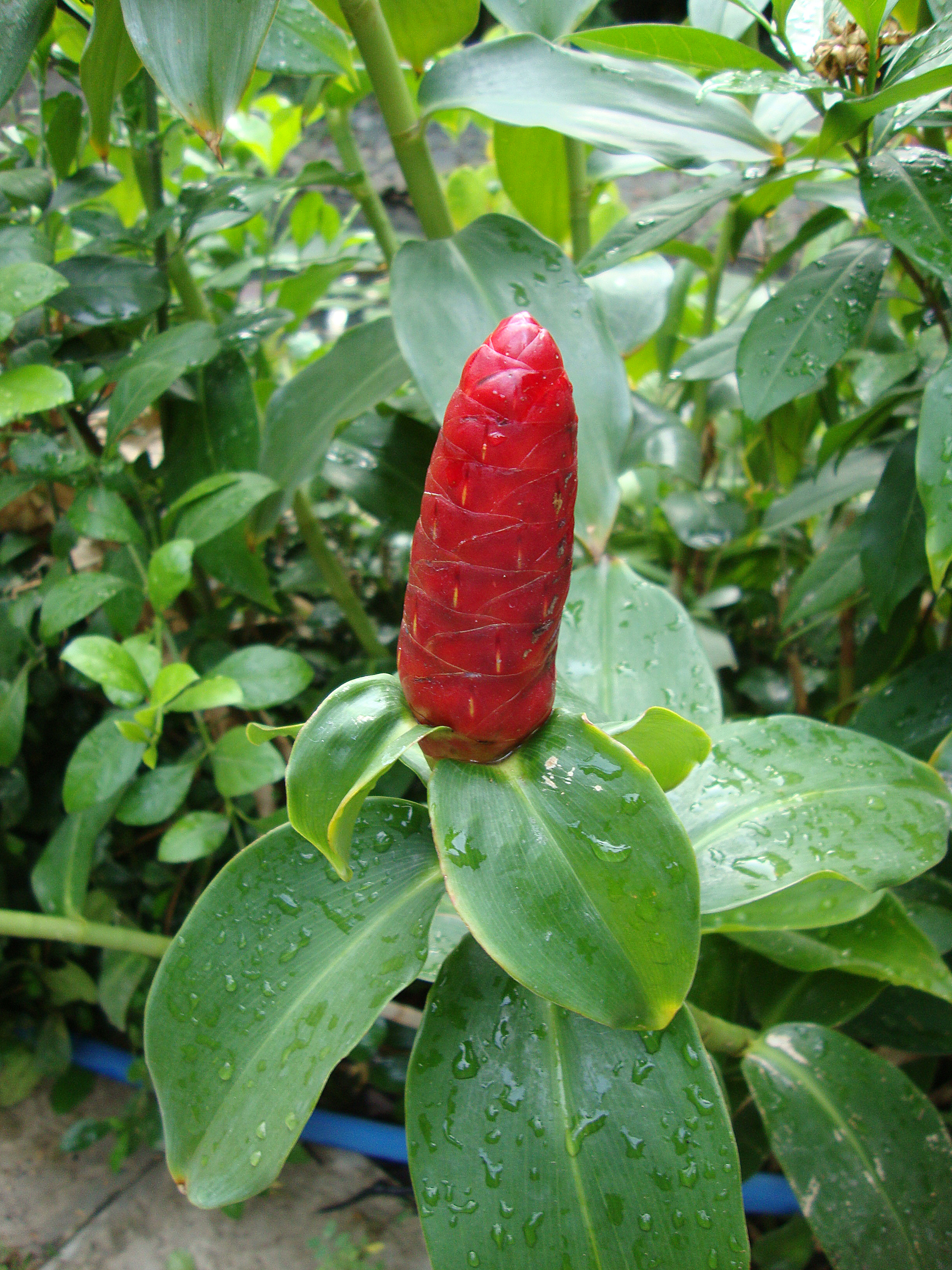
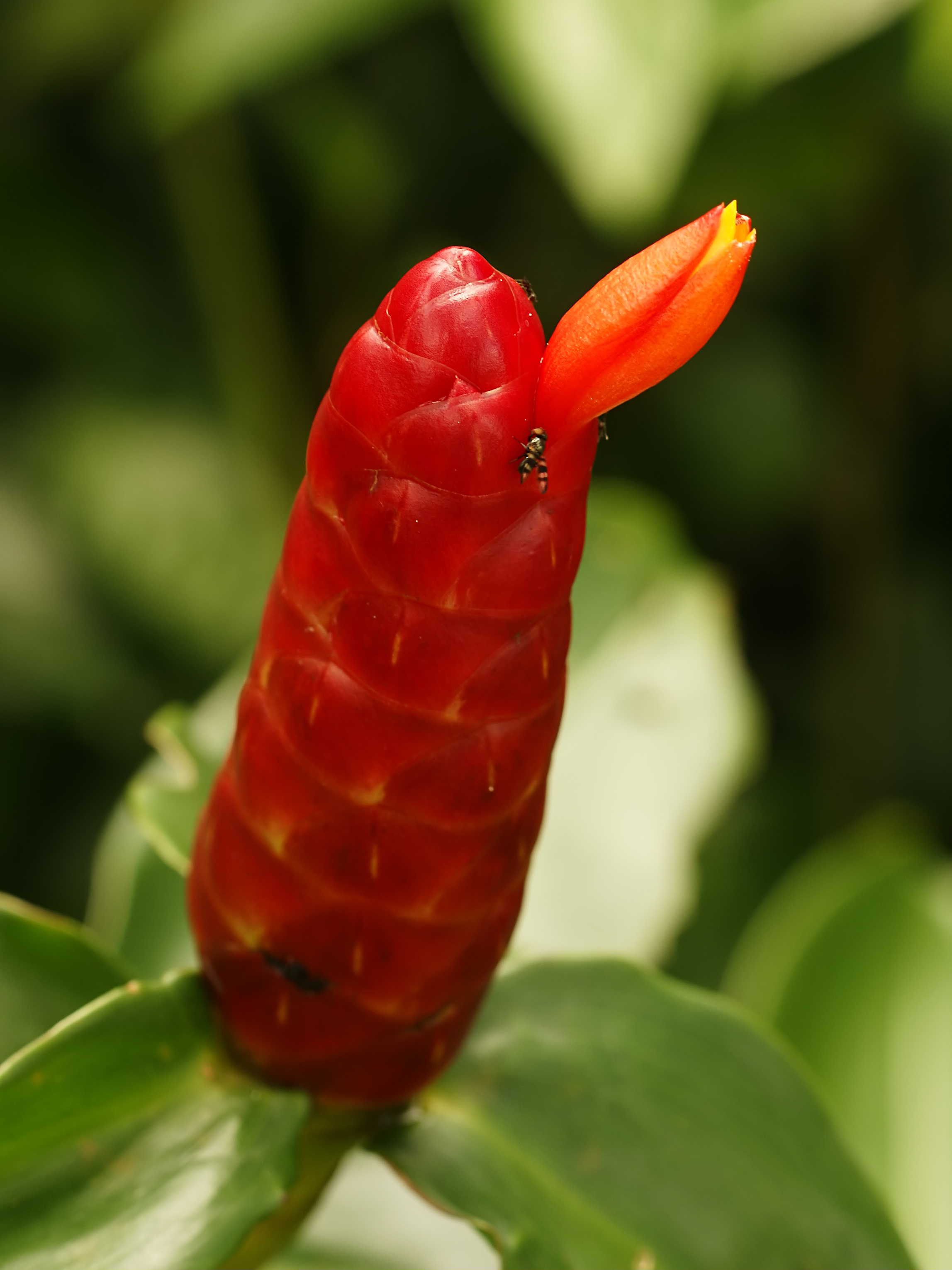
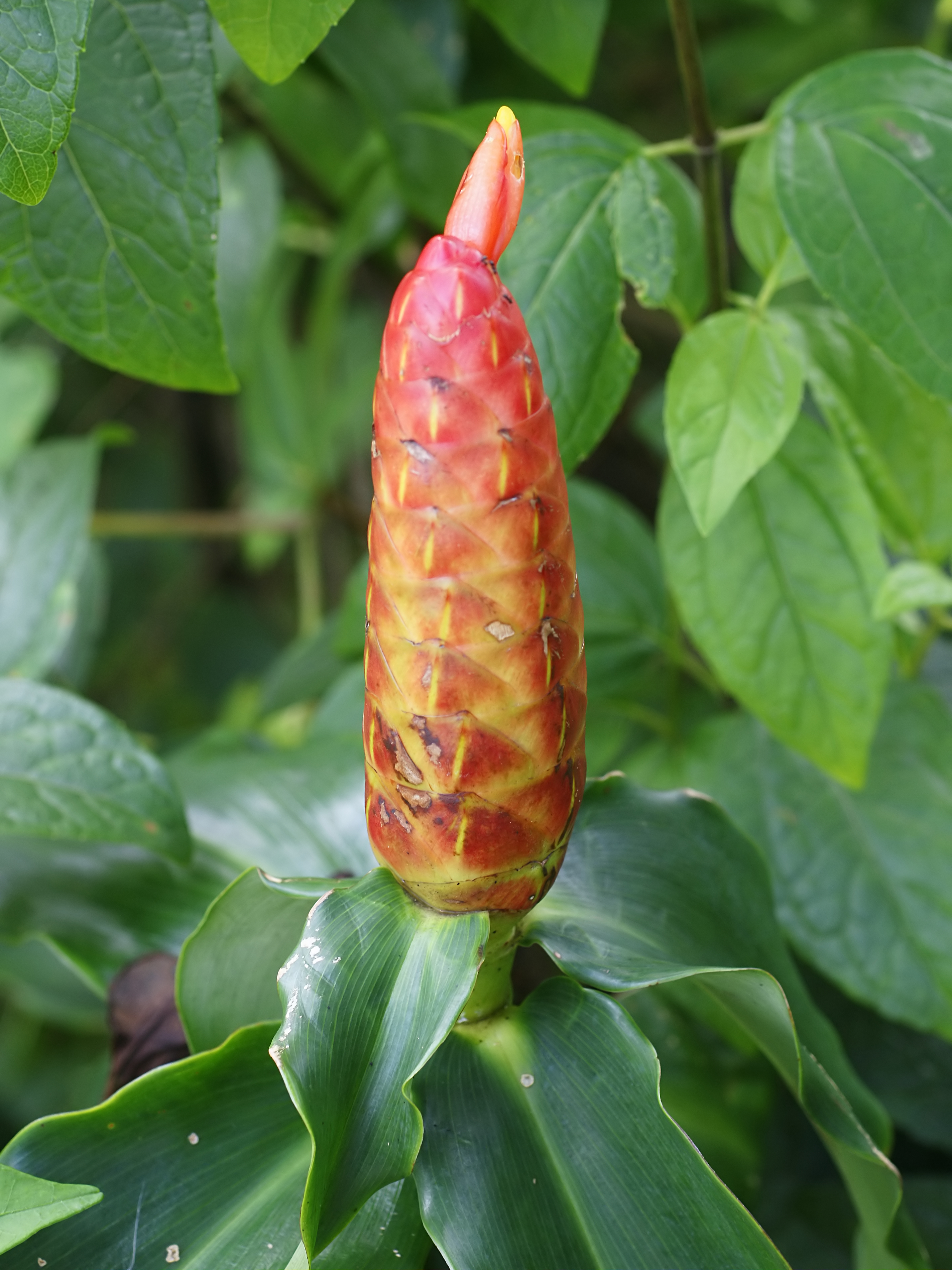
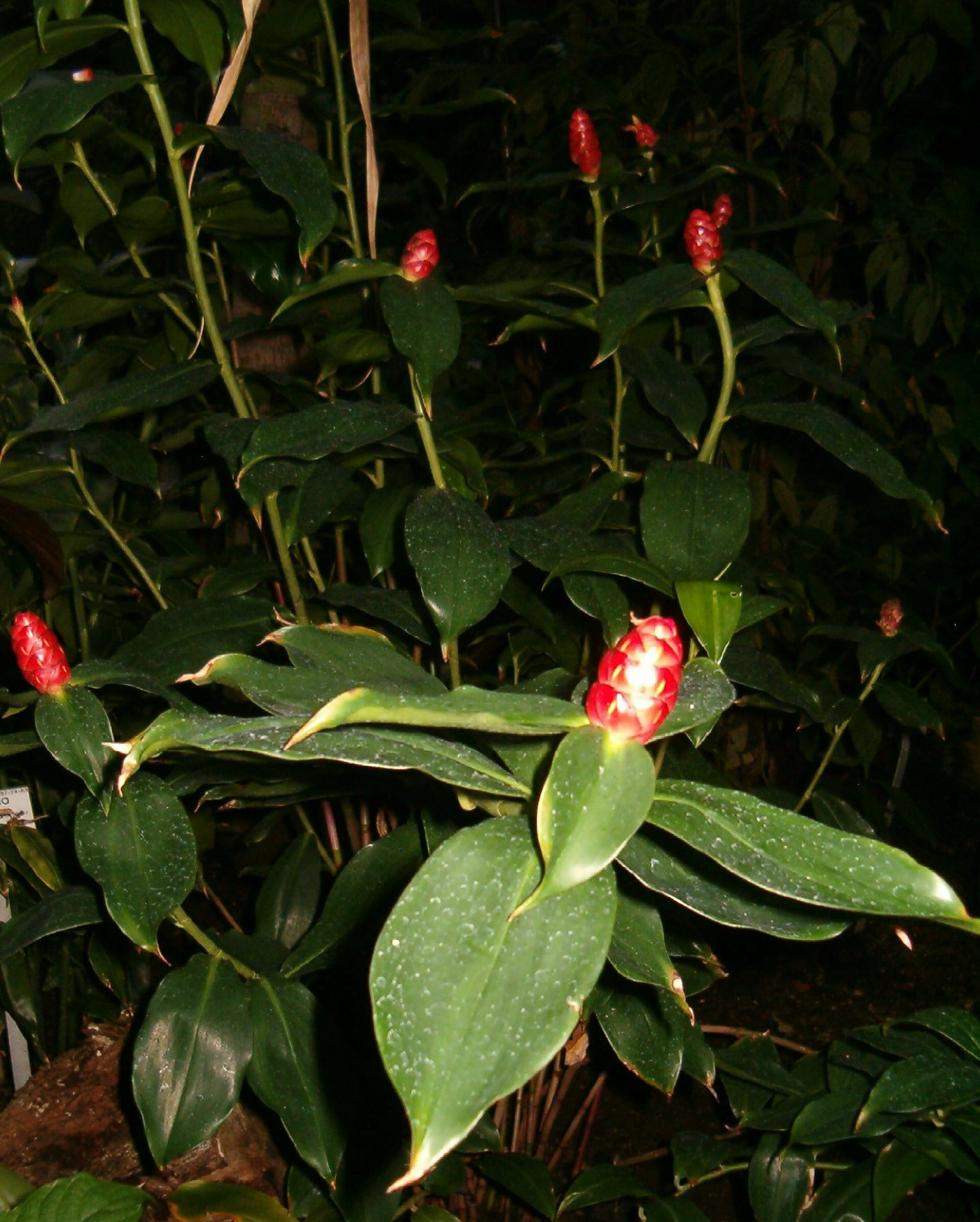